# Clifford G. Grulee

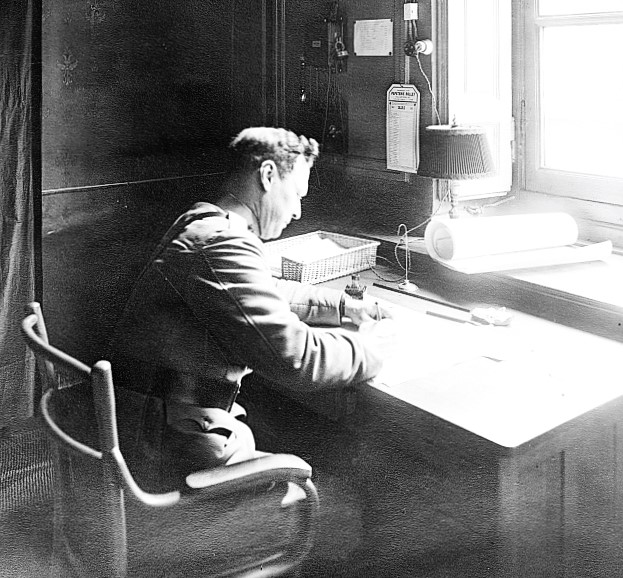
Grulee vào năm 1918, khi là Trưởng Y khoa tại văn phòng Hội Chữ thập đỏ Hoa Kỳ Lyon

Clifford Grosselle Grulee (3 tháng 1 năm 1880 – 24 tháng 10 năm 1962) là bác sĩ nhi khoa người Mỹ và là thành viên sáng lập Viện hàn lâm Nhi khoa Hoa Kỳ.

## Cuộc đời và sự nghiệp
Grulee sinh năm 1880 tại Newport, Kentucky. Ông lớn lên ở Oxford, Ohio, rồi theo học Đại học Miami và tốt nghiệp năm 1899. Sau đó, ông tốt nghiệp Khoa Y Đại học Northwestern năm 1903. Ông kết hôn với Margaret Freer năm 1907 và có hai người con.
Sau khi nghiên cứu nhi khoa ở Viên và Breslau, Grulee trở lại Chicago, tại đây ông giảng dạy một thời gian ngắn tại Khoa Y Đại học Northwestern trước khi đảm nhận vị trí giảng dạy tại Đại học Y khoa Rush năm 1908. Ông ở lại Đại học Y khoa Rush hơn 30 năm rồi được bổ nhiệm giáo sư lâm sàng và trưởng khoa nhi năm 1942; ông cũng được bổ nhiệm làm giáo sư nhi khoa tại Trường Y khoa Đại học Illinois năm 1941. Ông là bác sĩ nhi khoa lâm sàng, đồng thời là trưởng khoa nhi tại Bệnh viện Presbyterian ở Chicago và bác sĩ nhi khoa tư vấn tại Bệnh viện Saint Francis Evanston.

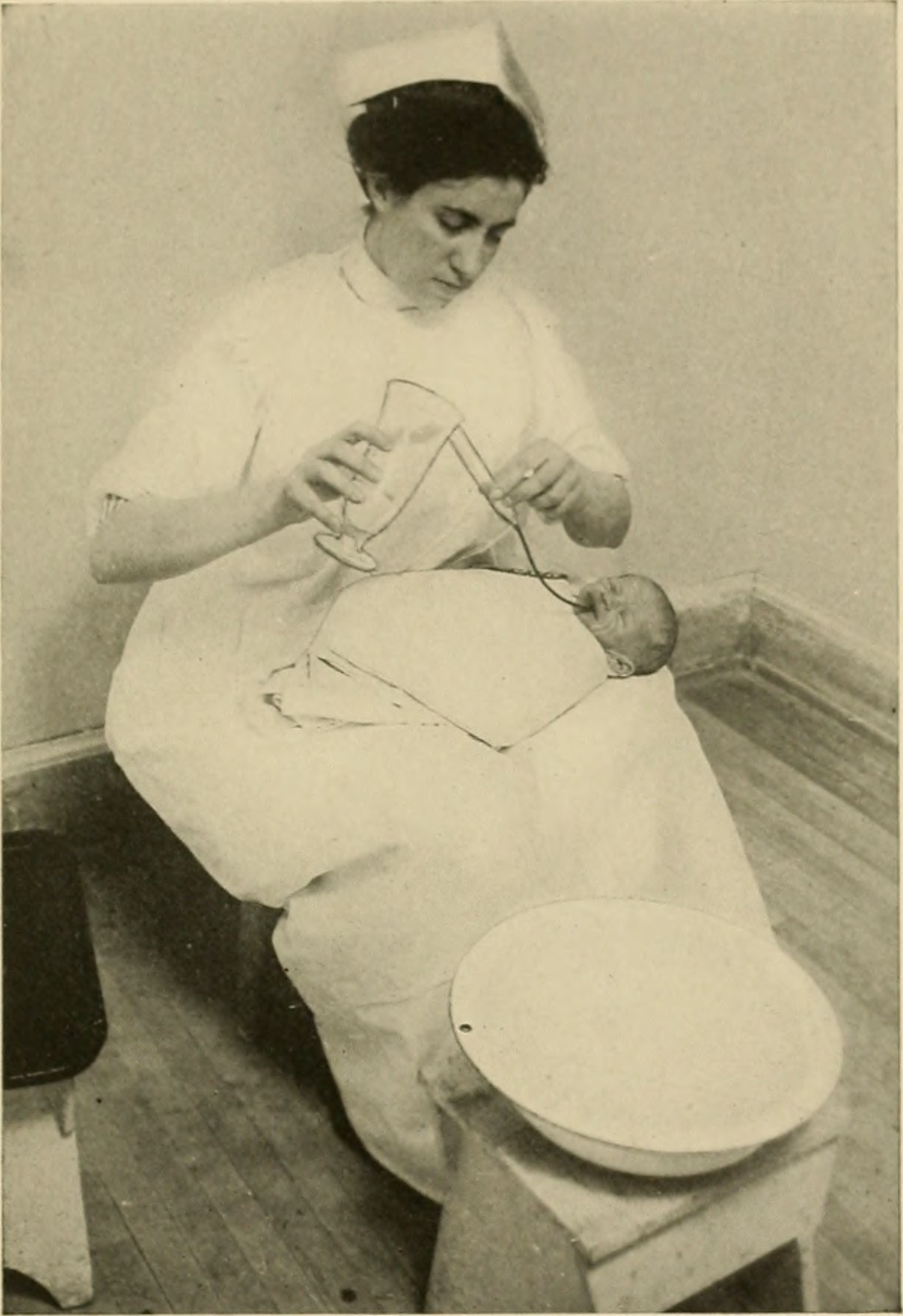
Rửa dạ dày, từ trang 274 của Infant feeding (1914), bởi Grulee

Grulee tham dự nhiều hiệp hội nhi khoa ở Hoa Kỳ và thế giới. Năm 1911, ông góp phần thành lập Hiệp hội Nhi khoa Các tiểu bang miền Trung Hoa Kỳ (hiện không còn hoạt động) và giữ chức chủ tịch năm 1921. Ông là thành viên sáng lập Viện hàn lâm Nhi khoa Hoa Kỳ vào năm 1930 và là thư ký điều hành đầu tiên của tổ chức cho đến khi nghỉ hưu vào năm 1951. Nhân dịp ông nghỉ hưu, Viện hàn lâm thành lập Giải thưởng Grulee để vinh danh những cá nhân có đóng góp "xuất sắc" cho tổ chức.
Ông tham gia Hiệp hội Nhi khoa Hoa Kỳ, khi là thành viên hội đồng và chủ tịch hiệp hội năm 1938. Ông cũng viết và đồng viết sách giáo khoa như Infant Feeding (1912), Newborn (1926) và The Child in Health and Disease (1950).
Grulee qua đời ngày 24 tháng 10 năm 1962 tại Evanston, Illinois. Ông qua đời trong khi tham dự bữa tối do ban điều hành Viện hàn lâm Nhi khoa Hoa Kỳ tổ chức để vinh danh ông.